# سامانثا كراوفورد
سامانثا كراوفورد (بالإنجليزية: Samantha Crawford)‏ مواليد 18 فبراير 1995 في أتلانتا، هي لاعبة كرة مضرب أمريكية وتحتل حالياً المرتبة 110 (8 فبراير 2016) في تصنيف رابطة محترفات كرة المضرب. هي إحدى بطلات الجراند سلام. أعلى تصنيف لها في الفردي كان 107. أعلى تصنيف لها في الزوجي كان 216.

## النهائيات

### فردي الفتيات
| الحصيلة | السنة | البطولة                     | الأرضية | المنافس       | النتيجة  |
| ------- | ----- | --------------------------- | ------- | ------------- | -------- |
| الفوز   | 2012  | بطولة أمريكا المفتوحة للتنس | صلبة    | أنيت كونتافيت | 7–5, 6–3 |

## الخط الزمني للأداء
مفتاح
| ف | ن | ن.ن | ر.ن | د# | د.م | ل | أ.أ | ت | غ | ب | ف | ذ | م.خ | ل.ت |

(ف) فاز بالبطولة (ن) وصل النهائي (ن.ن) نصف النهائي (ر.ن) ربع النهائي (د#) الأدوار الأربعة الأولى (د.م) دور المجموعات (ل) شارك في كأس ديفيز (أ.أ) خرج من الأدوار الاولى (ت) خسر التصفيات التأهيلية (غ) غاب عن الحدث أو البطولة (ب) حصل على ميدالية برونزية (ف) حصل على ميدالية فضية (ذ) حصل على ميدالية ذهبية (م.خ) بطولة الماسترز خُفضت إلى مرتبة أقل (ل.ت) البطولة لم تعقد في السنة المعينة.
لتجنب الارتباك وازدواجية الحساب، يتم تحديث هذه المعلومات إما في نهاية البطولة، أو عندما تكون مشاركة اللاعب في البطولة قد انتهت.

### الفردي
| الدورة            | 2012 | 2015 | 2016 | ف-خ |
| ----------------- | ---- | ---- | ---- | --- |
| أستراليا المفتوحة | غ    | غ    | د1   | 0–1 |
| فرنسا المفتوحة    | غ    | غ    |      | 0–0 |
| بطولة ويمبلدون    | غ    | غ    |      | 0–0 |
| أمريكا المفتوحة   | د1   | د1   |      | 0–2 |
| فوز-خسارة         | 0–1  | 0–1  | 0–1  | 0–3 |

## روابط خارجية
- سامانثا كراوفورد على موقع رابطة محترفات التنس (الإنجليزية)
- سامانثا كراوفورد على موقع الاتحاد الدولي لكرة المضرب (الإنجليزية)
- سامانثا كراوفورد على موقع خلاصة التنس.كوم (الإنجليزية)
- سامانثا كراوفورد على موقع إي إس بي إن.كوم (الإنجليزية)